# 花田 (越谷市)
花田（はなた）は、埼玉県越谷市の町名。現行行政地名は花田一丁目から七丁目および大字花田。郵便番号は343-0015。

## 地理
埼玉県の東部地域で、越谷市の中部に位置する。東武伊勢崎線（東武スカイツリーライン）北越谷駅から東に1 kmほど離れた一帯で、東部の境界を新方川が流れる。区画整理事業が実施され、主に住宅地となっている。区画整理対象外となった久伊豆神社北側一帯には東西に細長い大字花田部分が残っている。これはかつての元荒川の旧流路があった場所で、花田村の時代から飛び出ていた部分である。

### 河川
- 新方川
- 逆川

## 歴史
かつて大部分は花田村であった。

### 年表
- 1889年（明治22年）4月1日 町村制施行により、花田村、増林村、増森村、中島村、東小林村が合併し南埼玉郡増林村が成立、増林村大字花田となる。
- 1954年（昭和29年）11月3日 増林村が南埼玉郡越ヶ谷町、大沢町、新方村、桜井村、大袋村、荻島村、出羽村、蒲生村、大相模村と合併し越谷町が成立、越谷町の大字となる。
- 1958年（昭和33年）11月3日 - 越谷町が市制施行し、越谷市の大字となる。
- 1983年（昭和58年）3月2日 - 東越谷第二土地区画整理事業完了により、大字花田、大字越ヶ谷、大字大沢の一部から花田一丁目が成立[4]。同日、大字花田の一部が宮前一丁目に編入。
- 1992年（平成4年）8月8日 - 花田土地区画整理事業完了により、大字花田の大部分から花田二丁目〜七丁目が成立。
- 1996年（平成8年）9月21日 - 鷺高土地区画整理事業完了により地名変更が行われ、逆川沿いの大字増林のごく一部などが花田二丁目に編入。

## 世帯数と人口
2022年（令和4年）1月1日現在の世帯数と人口は以下の通りである。
| 町丁       | 世帯数    | 人口     |
| ---------- | --------- | -------- |
| 大字花田   | 272世帯   | 508人    |
| 花田一丁目 | 799世帯   | 1,747人  |
| 花田二丁目 | 530世帯   | 1,342人  |
| 花田三丁目 | 592世帯   | 1,536人  |
| 花田四丁目 | 841世帯   | 2,112人  |
| 花田五丁目 | 849世帯   | 1,874人  |
| 花田六丁目 | 305世帯   | 746人    |
| 花田七丁目 | 364世帯   | 838人    |
| 計         | 4,552世帯 | 10,703人 |

## 小・中学校の学区
市立小・中学校に通う場合、学区（校区）は以下の通りとなる。
| 丁目     | 番地           | 小学校                                   | 中学校             |
| -------- | -------------- | ---------------------------------------- | ------------------ |
| 大字花田 | 700、733       | 越谷市立大沢小学校（越谷市立花田小学校） | 越谷市立中央中学校 |
| 大字花田 | 701～732、733  | 越谷市立大沢小学校                       | 越谷市立中央中学校 |
| 一丁目   | 13〜18、20～35 | 越谷市立花田小学校                       | 越谷市立中央中学校 |
| 一丁目   | 1〜12、19      | 越谷市立花田小学校                       | 越谷市立栄進中学校 |
| 二丁目   | 全域           | 越谷市立花田小学校                       | 越谷市立栄進中学校 |
| 三丁目   | 全域           | 越谷市立花田小学校                       | 越谷市立中央中学校 |
| 四丁目   | 全域           | 越谷市立花田小学校                       | 越谷市立中央中学校 |
| 五丁目   | 全域           | 越谷市立花田小学校                       | 越谷市立中央中学校 |
| 六丁目   | 全域           | 越谷市立花田小学校                       | 越谷市立中央中学校 |
| 七丁目   | 全域           | 越谷市立城ノ上小学校                     | 越谷市立東中学校   |

## 交通

### 鉄道
地内に鉄道は敷設されていない。北越谷駅が徒歩圏内にある。

### 道路
- 埼玉県道・千葉県道19号越谷野田線
- 埼玉県道115号越谷八潮線（産業道路）
- 新方川緑道
- 逆川緑道

## 施設
- 花田苑
- 越谷市立花田小学校
- 花田一丁目自治会館
- 花田二丁目自治会館
- 花田三丁目自治会館
- 花田四丁目自治会館
- 花田五丁目自治会館
- 花田六丁目自治会館
- 花田七丁目自治会館
- 花田第一公園
- 花田第二公園
- 花田第三公園
- 花田第四公園
- 花田第五公園
- 東越谷第六公園
- 東越谷第七公園